# 김영한 (1857년)
김영한(金榮漢, 1857년 음력 6월 14일 ~ 1927년 양력 8월 19일)은 대한제국의 관료이며 일제강점기에는 조선총독부 중추원 참의를 지냈다. 김경진(金敬鎭, 1815~?) 이조참판의 서자로 김종한(金宗漢, 1844 ~ 1932) 조선귀족 남작의 동생이다.

## 생애
1886년 의금부 도사로 임명된 후 여러 관직에서 근무했다. 1890년대에는 탁지부 주사와 재무관, 법부의 회계국장과 참사 등을 지냈으며, 1900년에 주임3등인 대한제국 중추원 의관에 올랐다. 이후 지계아문과 탁지부 등을 거쳤고, 1904년에는 일본 시찰을 다녀오기도 했다. 1905년에 탁지부 인쇄국장을 맡아 이듬해 인쇄국 기계 구입 문제로 일본을 다시 방문했다.
한일 병합 조약이 체결된 1910년에 조선총독부 직속으로 자문기관인 중추원이 설치되었다. 김영한은 이때 중추원 찬의로 임명되었다. 같은 해 새로 조선귀족에 봉해진 이들이 조선귀족관광단을 꾸려 일본을 여행했을 때, 김영한도 귀족은 아니었으나 관광단의 일원으로 참가해 이토 히로부미의 무덤을 참배했다. 중추원이 개편된 1921년에는 참의로 임명되어 사망할 때까지 총 17년가량 중추원에 재직했다.
1920년에 유교 계열의 단체이며 대동사문회와는 경쟁 관계였던 유도진흥회가 조직되었다. 김영한은 남작 민철훈과 함께 유도진흥회 구성에 핵심적인 역할을 맡았고, 이 단체의 초대 회장과 이사를 지내기도 했다. 1924년에는 내선융화를 기치로 내걸고 일제 강점기의 대표적인 친일 단체로 활동한 동민회의 평의원도 역임했다.
일본 정부로부터 1912년에 한국병합기념장을 수여받았으며, 1918년에는 종4위에 서위되었다. 1920년과 1926년에는 각각 훈4등과 훈3등 서보장을 서훈받기도 했다.
2002년 발표된 친일파 708인 명단과 2008년에 공개된 민족문제연구소의 친일인명사전 수록예정자 명단에 모두 수록되었고, 2007년 대한민국 친일반민족행위진상규명위원회가 친일반민족행위 195인 명단을 확정할 때 중추원 부문에 포함시켰다.

## 그외 것들
- 형 김종한 조선귀족 남작은 한국 은행 최초 설립자로 신한은행의 모체인 조흥은행을 창립하기도 하였다.

- 소유한 하인과 호위 무사의 수가 300여 명에 이르렀다.

## 같이 보기
- 조선총독부 중추원
- 유도진흥회

## 참고자료
- 친일반민족행위진상규명위원회 (2007년 12월). 〈김영한〉 (PDF). 《2007년도 조사보고서 II - 친일반민족행위결정이유서》. 서울. 543~551쪽. 발간등록번호 11-1560010-0000002-10. [깨진 링크(과거 내용 찾기)]